# ستيف ألين
ستيف ألين (بالإنجليزية: Steve Allen)‏ هو مذيع بريطاني، ولد في 17 مارس 1954 في بروملي ‏ في المملكة المتحدة.